# Les Violons parfois
Les Violons parfois est une pièce de théâtre de Françoise Sagan représentée pour la première fois sur scène au Théâtre du Gymnase le 9 décembre 1961, dans une mise en scène de Jérôme Kitty et avec la distribution suivante :
- CHARLOTTE : Marie Bell
- LÉOPOLD  : Pierre Vaneck
- ANTOINE : Roger Dutoit
- AUGUSTA  : Henriette Barreau
- VINCLAIR  : Tristani
- CÉLIE  : Yvonne Martial

La pièce fut un four, de l'aveu même de son autrice. Son texte en a été publié en 1962 par les éditions Julliard.